# Олга Гере
Олга Гере-Пулић (рођена 27. септембра 1942. у Новом Саду) је бивша југословенска атлетичарка, специјалиста за скок увис.
Међу најбољим скакачицама увис у Југославији, Олга Гере заузима високо место по успешној каријери (више од 10 година), рекордерским скоковима и сјајним пласманом — Сребрна медаља на Првенству Европе 1962 у Београду. Била је то прва медаља освојена на првенствима Европе у историји Југословенске женске атлетике.
Гере чланица новосадске Војводине играла је рукомет као ученица основне школе, али већ са 15 година скаче најпре за свој клуб, затим омладинску и ускоро сениорску репрезентацију Југославије. У другој години своје каријере учествовала је на првенству Европе у Стокхолму 1958. и заузела осмо место са 1,61 m, а на Олимпијским играма 1960. у Риму, где заузима 9—13 место са резултатом 1,65.
У брзом успону до 1962. осваја титулу првакиње Југославије у скоку увис и прва прескаче 1,70 и из године у годину до максималног рекорда од 1,76 са којим је освојила друго место на Европском првенству у Београду.
Олга Гере је била осам пута првакиња Југославије и исто толико пута је обрала државни рекорд. Звали су је „вечита друга“ на Балканским атлетским играма иза легендарне Румунке Јоланде Балаш.
На Првим европским играма у дворани 1966. године у Дортмунду, осваја друго место и сребрну медаљу са резултатом 1,73 m.
За репрезентацију Југославије на бројним међународним такмичењима Олга Гере је наступала 34 пута.